# Literal music video
Literal music video, ponekad i literal version video (u slobodnom prevodu bukvalni ili doslovni muzički spot, odnosno bukvalna ili doslovna verzija spota) je parodija zvaničnog muzičkog spota u kome su reči pesme zamenjene rečima koje opisuju šta se dešava u spotu.

## Opis
Većina ovih doslovnih verzija spotova bazirana je na muzičkim spotovima iz '80-ih i '90-ih godina XX veka, naročito onih u kojima se pojavljuju nelogični prizori koji nemaju veze sa rečima pesme, i više teže da impresioniraju izgledom nego značenjem. Ovi spotovi imaju nadsinhronizovane vokale preko originalne muzike, i često sadrže titlove radi bolje razumljivosti. Reči pesama idu od referenci na montažu u spotu (kao kada je Entoni Kidis sinhronizovan kako kaže Now superimpose on me/someone's ugly house u spotu Under the Bridge grupe Red Hot Chili Peppers) ili do pitanja šta u spotu traže neuobičajene stvari, koje akteri spota po pravilu ignorišu (na primer  iz doslovne verzije spota Head Over Heels grupe Tears for Fears).

## Istorija
Prvi poznati primer ovog internet fenomena, sinhronizacija pesme Take on Me grupe a-ha, postavio je Dastin Meklin (Dustin McLean) na YouTube u oktobru 2008. Meklin, koji je pomoćnik direktora u animiranom šou SuperNews! na Current TV, izjavio je da je ideja za ovu vrstu spotova potekla od interne šale sa njegovim kolegama, kao i da su dvojica njegovih kolega zajedno sa njegovom ženom pomogli u sinhronizaciji.
Iako svi ovakvi pokušaji nisu uspešni, neke od kvalitetnijih obrada, kao što su one za Take on Me, I Would Do Anything For Love i Total Eclipse of the Heart, imaju milione gledanja na sajtu YouTube i dovele su do ponovnog interesovanja za originalne pesme.

## Napomene
1. ↑  U slobodnom prevodu: Sada preklopite sa mnom/nečiju ružnu kuću.
2. ↑  U slobodnom prevodu: Šta se dešava s tim majmunom?/Šta je s ovom gas maskom?/Ovo je čudna biblioteka.